# Arca Continental
Arca Continental est une entreprise mexicaine fondée en 2001 sous le nom Embotelladoras Arca, et faisant partie de l'Índice de Precios y Cotizaciones, le principal indice boursier de la bourse de Mexico. Elle est le principal embouteilleur du pays. Son histoire remonte à 1895 avec la source située au pied de la montagne Cerro del Topo Chico vendue sous la marque d'eau gazeuse Topo Chico. 
L'entreprise couvre le nord du Mexique mais aussi le Pérou, l'Équateur et l'Argentine. En 2017, la marque originelle Topo Chico est vendue à Coca-Cola Company pour 220 millions d'USD. Bien que n'étant plus associée à la marque Topo Chico, Arca Continental reste un important embouteilleur de Coca-Cola au Mexique et au travers de Great Plains Coca-Cola Bottling Company.

## Historique
Les origines de la société remontent à la Révolution mexicaine et la création de trois entreprises d'embouteillages dans différentes villes. A Monterrey, la Fabrica de Aguas Minerales de Topo Chico est fondée en 1895 comme un embouteilleur d'eau gazeuse et fusionne en 1908 avec l'entreprise voisine Fabrica de Aguas Minerales de San Bernabe pour former la Topo Chico Company, elle obtient en 1926 la première franchise de Coca-Cola pour le Mexique.
En 1918, l'entreprise de glaçon Arma à Saltillo et obtient aussi une franchise Coca-Cola en 1926.
En 1936, l'entreprise Argos se lance dans la même activité qu'Arma à Ciudad Juárez.
En 1980, le holding Procor prend en charge la Topo Chico Company.
En 2001, les sociétés Procor, Arma et Argos fusionnent sous le nom Embotelladoras Arca, S.A. de C.V. formant le second embouteilleur mexicain et focalisé sur les territoires au Nord du Mexique.
En 2011, Embotelladoras Arca fusionne avec Grupo Continental, un embouteilleur basé à Tampico, Tamaulipas sous le nom Arca Continental. La fusion est estimée à 1,2 milliard d'USD et reste second derrière Coca-Cola FEMSA.
Le 10 septembre 2015, Arca Continental et Corporación Lindley signent une alliance commerciale par laquelle Arca achète 47,42 % des actions de la famille Lindley soit 53,16 % des droits de vote pour 760 millions d'USD et la famille Lindley achète pour 400 millions d'USD 64,5 millions d'actions d'Arca représentant une augmentation de capital[réf. souhaitée].
Le 5 janvier 2016, Arca Continental augmente sa participation dans Corporación Lindley de 7 % pour atteindre les 60 %. Le 6 avril 2016, Arca achète les activités sucrière du Grupo Minetti en Argentine pour 40 millions d 'USD.
Le 29 août 2017, la Coca-Cola Company vend pour 215 millions d'USD la Great Plains Coca-Cola Bottling Company à Arca Continental.
Le 26 septembre 2018, Arca Continental au travers de sa filiale AC Bebidas achète pour 506,8 million d'USD les actions détenues par Peru Beverage Limitada (filiale de la Coca-Cola Company) de la société péruvienne Corporación Lindley représentant 38,52 % et lui permettant d'atteindre les 99,78 %,.